# Arma de Chéjov
El arma de Chéjov (o rifle de Chéjov; en ruso: Чеховское ружьё, romanizado: Chejovskoe ruzh'jo) es un principio narrativo dramático que postula que cada elemento en la narración debe ser necesario e irremplazable, o de lo contrario debe ser eliminado. Por ejemplo, si un arma aparece en una historia, debe haber una razón para ello, por ejemplo ser disparada en algún momento posterior. El principio de que todos los elementos deben en algún punto entrar en juego durante el curso de la historia aparece, con algunas variaciones, en varias cartas escritas por Antón Chéjov, como consejo para jóvenes dramaturgos.

Elimina todo lo que no tenga relevancia en la historia. Si dijiste en el primer capítulo que había un rifle colgado en la pared, en el segundo o tercero este debe ser disparado inevitablemente. Si no va a ser disparado, no debería haber sido puesto ahí.
Antón Chéjov

En años recientes, el término también se ha usado para referirse a un elemento de la trama que aparece temprano en una historia y cuya  importancia para la trama no se hace clara sino hasta después.  Este sentido de giro argumental es diferente del sentido original de Chéjov de conservación y la necesidad narrativas.

## Ejemplos
Este principio se aplica en muchas películas de James Bond, donde al espía se le presentan nuevos dispositivos al comienzo de una misión, tales como una pistola de dardos oculta que se activa con la muñeca en Moonraker y, por lo general, cada dispositivo cumple un papel vital en la historia. El principio dicta que solo se pueden presentar los dispositivos que serán utilizados más adelante en la historia.

## Variaciones
Ernest J. Simmons, (1903–1972)  escribe que Chéjov repitió el mismo punto varias veces, lo que puede explicar la existencia de diferentes variaciones del principio:
- «Nunca se debe poner un rifle cargado en el escenario si no se va a usar. Está mal hacer promesas que no piensas cumplir». Chéjov, carta a Aleksandr Semiónovich Lázarev (pseudónimo de A. S. Gruzinski), 1 de noviembre de 1889.[13][14][15] En este caso el «arma» se refiere a un monólogo que Chéjov consideraba superfluo y sin relación con el resto de una obra de Gruzinski.
- «Si en el primer acto tienes una pistola colgada de la pared, entonces en el siguiente capítulo debe ser disparada. Si no, no la pongas ahí». Reminiscences of A. P. Chekhov de Gurlyand, en Teatr i iskusstvo, 1904, n.º 28, 11 de julio, p. 521.[16]

## Críticas
Ernest Hemingway hizo burlas de este principio en su ensayo «El arte del cuento»,  poniendo el ejemplo de dos personajes que son presentados y luego nunca vuelven a mencionarse en su cuento Fifty Grand. Hemingway valoraba el uso de detalles intrascendentes, pero admitía que los lectores inevitablemente buscan simbolismo y significado en ellos.  La escritora Andrea Phillips señaló que asignar un rol único a cada detalle hace que una historia sea predecible y la deja «descolorida».
En 1999, Donald Rayfield comentó que en la obra de Chéjov El jardín de los cerezos, contrariamente al propio consejo de Chéjov, aparecen dos armas de fuego cargadas que no se disparan. Los rifles sin disparar se relacionan con el tema de la obra: la acción incompleta o ausente.